# Манагаз
Манага́з (рос. Манагаз, башк. Мәнәгәз) — присілок у складі Татишлинського району Башкортостану, Росія. Входить до складу Кальміяровської сільської ради.
Населення — 44 особи (2010; 31 у 2002).
Національний склад:
- башкири — 84 %